# Elatostema cyrtandrifolium
Elatostema cyrtandrifolium är en nässelväxtart som först beskrevs av Heinrich Zollinger och Mor., och fick sitt nu gällande namn av Friedrich Anton Wilhelm Miquel. Elatostema cyrtandrifolium ingår i släktet Elatostema och familjen nässelväxter.

## Underarter
Arten delas in i följande underarter:
- E. c. brevicaudatum
- E. c. daweishanicum
- E. c. hirsutum